# Arroyo Valcheta
Arroyo Valcheta är ett periodiskt vattendrag i Argentina.   Det ligger i provinsen Río Negro, i den södra delen av landet, 900 kilometer sydväst om huvudstaden Buenos Aires.